# Entodon campipatrum
Entodon campipatrum är en bladmossart som beskrevs av Aloysio Sehnem 1970. Entodon campipatrum ingår i släktet Entodon och familjen Entodontaceae. Inga underarter finns listade i Catalogue of Life.